# Florida East Coast Railway

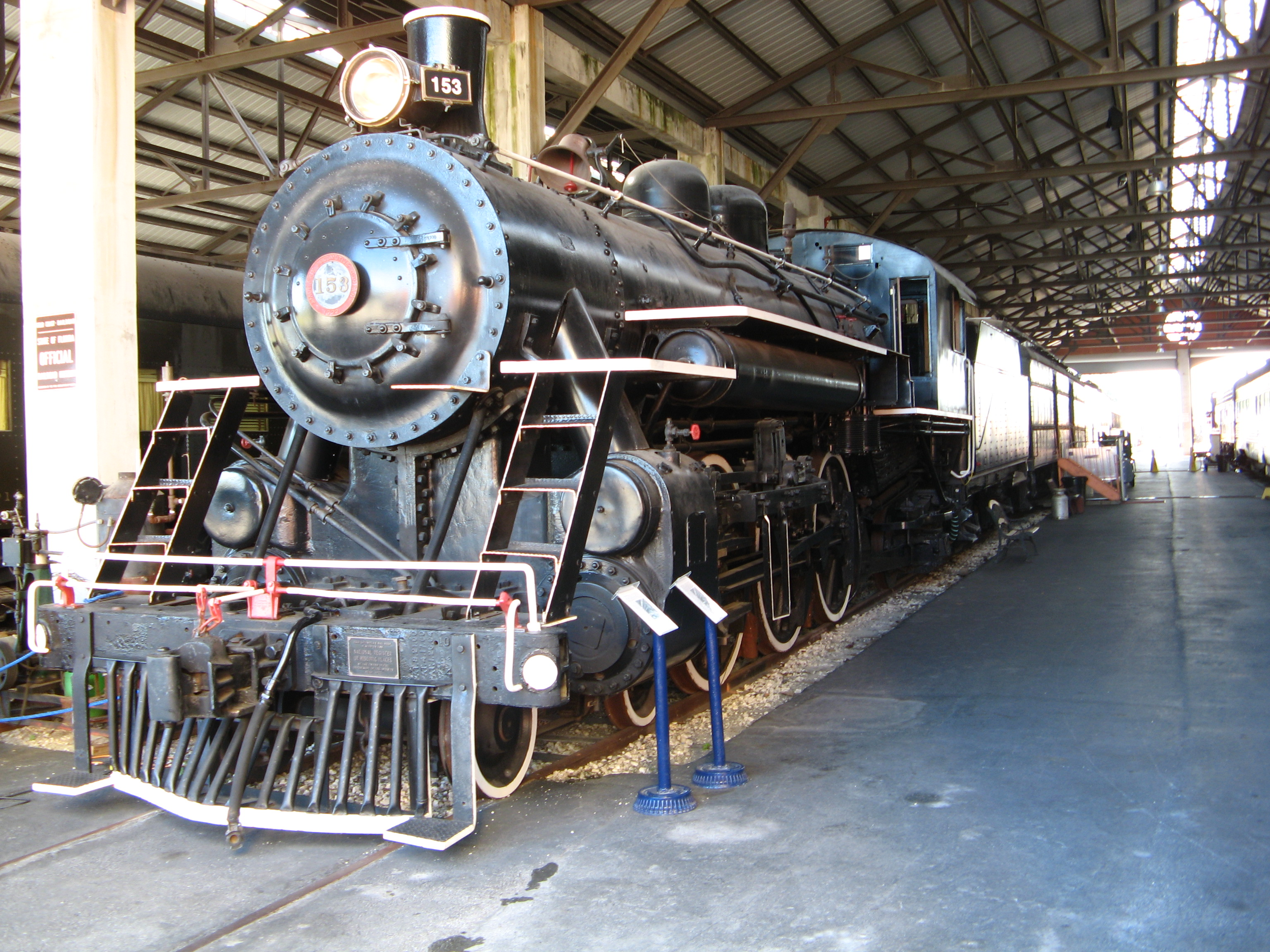
Dampflokomotive der Florida East Coast Railway Nr. 153 im Gold Coast Railroad Museum

Die Florida East Coast Railway (FEC) ist eine seit 1895 bestehende US-amerikanische Class 2 Eisenbahngesellschaft in Florida. Die Florida East Coast Railway trug wesentlich zur touristischen und wirtschaftlichen Entwicklung des Bundesstaates bei.
Die Bahngesellschaft gehört zur mexikanischen Grupo México und war von 1984 bis 2008 eine Tochtergesellschaft der Florida East Coast Industries (FECI), zu der auch das Immobilienunternehmen Flagler Development Group zählt. Sitz des Konzerns ist St. Augustine. Zum 31. Dezember 2004 hatte die Florida East Coast Railway 798 Beschäftigte, 76 Lokomotiven und 2456 Güterwagen.

## Streckennetz

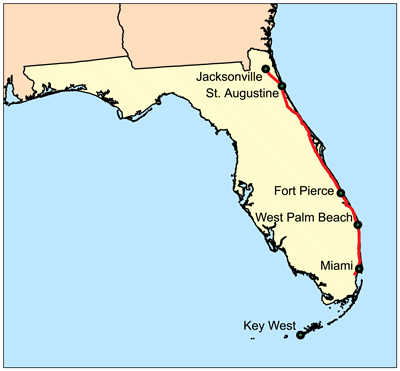
Aktuelles Streckennetz der Florida East Coast Railway

Das Streckennetz reicht von Jacksonville, mit Verbindung zur CSX und zur Norfolk Southern, über St. Augustine, Daytona Beach, West Palm Beach bis nach Miami. Die Hauptstrecke hat eine Länge von 565 km, dazu kommen noch rund 400 km an Nebengleisen. Von 1912 bis 1935 reichte die Strecke von Miami weiter bis Key West.

## Geschichte
Die Geschichte der Florida East Coast Railway ist eng mit der Entwicklung Floridas verbunden. Die Entstehung solcher Orte wie West Palm Beach oder Miami ist direkt auf den Bau der Eisenbahn zurückzuführen.
Henry Morrison Flagler kam im Winter 1883 zur Erholung nach Florida. Als Mitgründer von Standard Oil begann er hier, seinen Ruf als einen der erfolgreichsten Unternehmer Amerikas zu begründen. Er hatte große Pläne für Florida. Sein Vermögen investierte er zuerst in St. Augustine. Er benötigte jedoch bessere Transportmöglichkeiten, um das Baumaterial für die zu bauenden Hotels und die später zu erwartenden Gäste heranzutransportieren. Flaglers erstes Projekt war das Luxus-Hotel „Ponce de Leon“. Dieses Hotel sollte nicht einfach ein Hotel sein, sondern mit der spanischen Umgebung in St. Augustine harmonieren. Das „Ponce de Leon“ eröffnete im Jahr 1885 und später kamen noch das „Alcazar“ und das „Casa Monica Hotel“ sowie weitere Einrichtungen hinzu. Dies führte zu einer Neubelebung der Stadt. Am 31. Dezember 1885 erwarb Flagler die kleine schmalspurige Jacksonville, St. Augustine and Halifax River Railway. Dieser Erwerb war der Beginn der heutigen Florida East Coast Railway. Die Strecke wurde 1890 umgespurt und eine der ersten Stahlbrücken im Süden der USA in Jacksonville über den St. Johns River gebaut. In den Folgejahren erwarb er weitere Gesellschaften (St. John’s Railway, St. Augustine and Palatka Railway, St. Johns and Halifax River Railway), so dass 1889 die Bahnlinie schon bis Daytona Beach reichte.
Flagler benötigte jedoch zusätzlich zur Versorgung der Hotels weitere Transportquellen. Südlich von St. Augustine war ein Gebiet starker landwirtschaftlicher Nutzung. Damals waren die Grundstücksbesitzer bestrebt, jedes Angebot zu nutzen, welches den Wert ihrer Grundstücke erhöhte. So wurden auch Landrechte für den Bahnbau gewährt. Bis dahin hatte Flagler Bahngesellschaften nur gekauft und verbessert, nun wurde er zum Eisenbahnbauer. Flagler richtete seine Blicke nach Süden zum Lake Worth County. Palm Beach war schon eine größere Siedlung, West Palm Beach existierte jedoch noch nicht, hier wollte Flagler ein weiteres exklusives Resort eröffnen.
Im April 1893 begann Flagler mit dem Erwerb von Land zum Bau des „Royal Poinciana Hotel“ und im Sommer 1895 begann er mit der Errichtung des „Palm Beach Inn“ und des „Whitehall“. Mit diesen Hotels wurde Palm Beach das bevorzugte Winterquartier der wohlhabenden Amerikaner. Die Hotels wurden später in der FEC Hotel zusammengefasst.
Im November 1894 wurde West Palm Beach gegründet mit tausend Einwohnern, Wasserwerk, Rathaus und Schule, welche gemeinsam von Flagler und dem County finanziert wurden.
Die Erkundung für den Bahnbau weiter nach Süden in Richtung Miami begann im Juni 1895. Nach erfolgreichen Verhandlungen mit Julia Tuttle und der Brickell-Familie zum Erwerb von Land in Südflorida war Flagler in der Lage, seine Eisenbahn bis Miami zu verlängern, ein großes Hotel zu errichten und weitere Maßnahmen zur Entwicklung der Wirtschaft zu treffen. Am 7. September 1895 wurde die bestehende Eisenbahn in Florida East Coast Railway umbenannt. Am 15. April 1896 wurde die Strecke bis Miami vollendet. Im Juli 1896, drei Monate nach Ankunft des ersten Zuges, wurde Miami mit 502 Einwohnern gegründet. Flagler finanzierte Wasserwerke, Kanalisationssysteme, ein Elektrizitätskraftwerk sowie den Bau von Straßen, um Südfloridas Wirtschaft anzukurbeln. Das „Royal Palm Hotel“ eröffnete für die Saison 1897, um wohlhabende Leute in die neue Stadt zu locken.

### Key West Extension

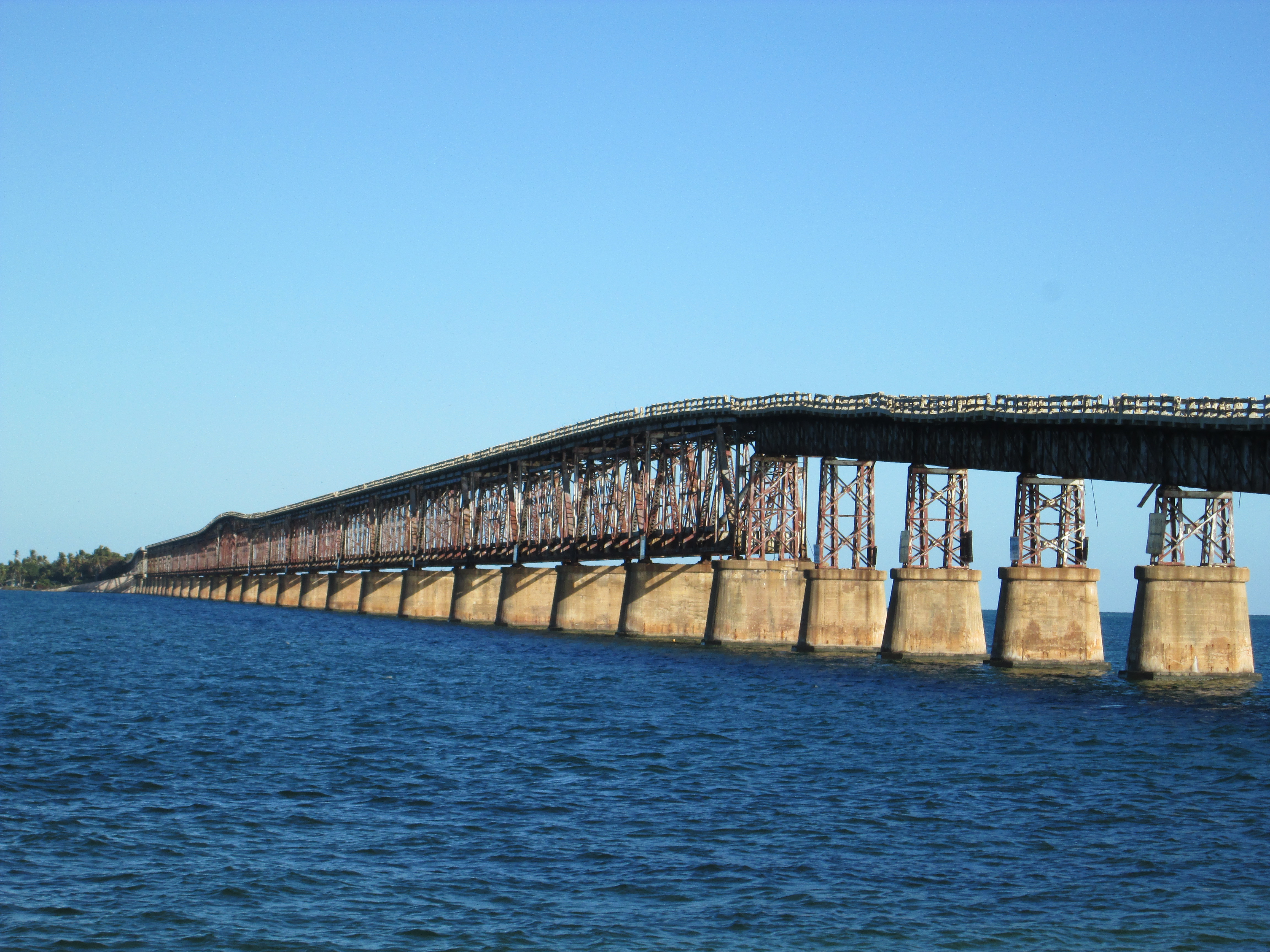
Brücke bei Bahia Honda

Im Jahr 1893 wurde die Konzession der Eisenbahn geändert, um eine mögliche Erweiterung der Bahnstrecke bis zur Biscayne Bay und dann über die Florida Keys bis nach Key West zu ermöglichen. Bis in die 1950er Jahre bestand ein hohes Verkehrsaufkommen zwischen den USA und Kuba, außerdem lag Key West näher am Panamakanal als irgendein anderer Hafen der USA. Der Bau begann 1904 südlich von Homestead. Der Bau der Strecke war äußerst schwer. Auf dem ersten Teil bis Key Largo mussten viele Sümpfe durchquert werden. Später wurden die Bauarbeiten durch Mückenschwärme behindert. Aber auch die in der Karibik auftretenden Stürme beeinträchtigten die Bauarbeiten. Ein Hurrikan im September 1906 zerstörte das angefangene Long-Key-Viadukt und tötete mehr als 100 Arbeiter. 1907 wurde diese mehr als drei Kilometer lange Brücke eröffnet und stellte die Verbindung bis Knights Key her. In den Jahren 1909 und 1910 kam es erneut zu Sturmschäden. Am 22. Januar 1912, Henry Flagler war 82 Jahre alt, fuhr der erste Zug bis Key West. Flaglers „Imperium“ war fertig. Er schuf eine amerikanische Riviera und seine Eisenbahn fuhr bis zur südlichsten Stadt der USA. 23 Jahre lang bestand diese Verbindung nach Key West. Am 2. September 1935 wurden durch einen Wirbelsturm, den Labor-Day-Hurrikan, Teile des Bahndamms und der Gleise auf einer Länge von 65 Kilometern  weggespült, es kam auch zum Eisenbahnunfall von Islamorada. Ein Großteil der Strecke lag in Trümmern, die geschätzten Kosten der Wiederherstellung mit 12 Millionen US-Dollar waren zu hoch, daher wurde entschieden, die Strecke nicht wieder aufzubauen, da sie auch nie so profitabel war, wie ihr 1913 verstorbener Planer erwartet hatte. Über die stehen gebliebenen Brücken wurde später der U.S. Highway 1 (Overseas Highway) geführt.

### Entwicklung nach 1920
Abgesehen von der Strecke nach Key West war das Transportaufkommen auf der restlichen Strecke hervorragend. Mit der Eisenbahn wurde der Obst- und Gemüseanbau in Florida profitabel. Durch den schnelleren Transport konnten die Erzeugnisse in besserer Qualität an die Abnehmer im nördlichen und mittleren Westen der USA geliefert werden. 1925 wurde der alte Streckenabschnitt von Bunnell über East Palatka nach St. Augustine durch einen Neubau direkt entlang der Küste ersetzt. Von Dezember 1925 bis Juli 1926 wurde die gesamte Strecke von Miami im Süden bis Jacksonville im Norden abschnittsweise zweigleisig ausgebaut. Doch 1926 endete diese gute wirtschaftliche Situation, und die Gesellschaft musste Konkurs anmelden. In den nächsten 30 Jahren stand die FEC unter Konkursverwaltung. Der Zweite Weltkrieg brachte nur einen kurzzeitigen Aufschwung. Nach dem Krieg bemühten sich mehrere Eisenbahngesellschaften (Atlantic Coast Line Railroad, Seaboard Air Line Railroad und Southern Railway) die FEC zu übernehmen. Diesem Ansinnen wurde jedoch vom Staat Florida und von der Gesellschaft selbst nicht zugestimmt. Am 1. Januar 1961 wurde die Gesellschaft von der St. Joe Paper Company (Alfred I. duPont Testamentary Trust) mit Zustimmung der ICC, des Staates Florida und der Gewerkschaften übernommen.
Die FEC war zu diesem Zeitpunkt eine sehr unwirtschaftliche Bahngesellschaft. So wurden drei fünfköpfige Mannschaften benötigt, um einen Zug über die gesamte Strecke von Miami nach Jacksonville zu transportieren. Im März 1962 forderten die Gewerkschaften der USA eine unverhältnismäßig starke Lohnerhöhung und drohten mit einem landesweiten Streik. Ein durch Präsident Kennedy eingesetzter Ausschuss handelte schließlich eine geringe Erhöhung aus. Dem Kompromiss stimmten 192 der 193 Class-1-Gesellschaften zu, nur die FEC nicht. Die Gesellschaft hatte in 28 der letzten 30 Jahre Verlust geschrieben, und mit dem Embargo gegen Kuba kamen weitere Verluste von jährlich 4 Millionen Dollar hinzu. Am 23. Januar 1963 legten die Bahnangestellten den Bahnverkehr still und hofften damit, die Unternehmensleitung zum Einlenken zu bewegen. Aber die Manager entschieden anders. Sie setzten Büroangestellte für den Bahnverkehr ein, und am 3. Februar 1963 rollte der erste Zug wieder. In der Folgezeit kamen immer Arbeiter von überall her und unterschrieben bei der FEC. Im Sommer 1964 wurde jedoch begonnen, den Bahnverkehr zu sabotieren. Nach einigen kleineren Aktionen fing man an, Züge zu sprengen. Insgesamt wurden acht solche Attacken gezählt. Präsident Johnson bekam bei einem Besuch in Florida im Rahmen einer Ansprache vor der AFL-CIO Kenntnis von der Angelegenheit und schaltete das FBI ein. Nach einigen Festnahmen hörten die Sabotageakte auf. In der Folgezeit wurden die alten bestehenden Arbeitsvorschriften abgelöst. So war der Dienst des Zugpersonals nicht mehr auf 100 Meilen am Tag begrenzt, sondern wurde in eine Arbeitszeit von acht Stunden geändert, es erfolgte keinerlei Trennung mehr zwischen Strecken- und Bahnhofsdienst, und auch die Begrenzung des Arbeitsbeginns auf Rangierloks fiel weg. In den 1970er Jahren gründete sich eine eigene Gewerkschaft, und am 1. März 1995 wurde auch mit der United Transportation Union eine Vereinbarung abgeschlossen.
Der Personenverkehr wurde am 31. Juli 1968 eingestellt. Um das Angebot weiter auszubauen, wurden Haulage-Rights-Vereinbarungen mit der Norfolk Southern über den Containertransport von den Häfen in Jacksonville, Fort Pierce, Fort Lauderdale und Miami nach Atlanta, Chicago, New York/New Jersey und Baltimore geschlossen. Am 2. März 1998 wurde der South Central Florida Express (SCFE) die Strecke Fort Pierce – Lake Harbor mit einer langfristigen Trackage-Rights-Vereinbarung zur Nutzung übergeben.
1984 wurde die FEC eine Tochtergesellschaft der 1983 gegründeten Holding Florida East Coast Industries (FECI). Im Jahr 1999 wurde der 54-%-Anteil der zwischenzeitlich in St. Joe Company umbenannten früheren St. Joe Paper Company im Rahmen eines Aktientausches an die Aktionäre der St. Joe Company veräußert. Ab diesem Zeitpunkt war die Gesellschaft wieder ein unabhängiges Unternehmen. Im Mai 2007 erwarb das Investmentunternehmen Fortress Investment Group, welches zuvor den Shortline-Betreiber RailAmerica übernommen hatte, die FECI. Eine Fusion dieser beiden Eisenbahnunternehmen erfolgte nicht, RailAmerica wurde später an Genesee and Wyoming verkauft.
Fortress spaltete 2008 die Bahngesellschaft von der FECI ab und gründete dazu 2011 die Florida East Coast Holdings Corporation als Holding. Die FECI behielt aber das Recht, auf den Gleisen der Florida East Coast Railway Personenverkehr anbieten zu können. Im Jahr 2016 nahm die Bahngesellschaft All Aboard Florida, eine Tochter der FECI, unter dem Markennamen „Brightline“ den Betrieb zwischen Miami und West Palm Beach auf.
Im Juli 2017 erwarb die mexikanische Gesellschaft Grupo México Transportes die Florida East Coast Railway für zwei Milliarden Dollar.

## Unternehmensleitung

### Präsidenten
- September 1895–1912: Henry M. Flagler
- 1912 – 13. Oktober 1913: Joseph R. Parrott
- 1914 – 22. März 1924 William H. Beardsley[3]
- 22. März 1924 – 1. September 1931: William R. Kenan Jr.
- 1. September 1931 – 30. Dezember 1960: Insolvenzverwaltung:
  - 1. September 1931 – 22. September 1953: Scott Loftin[4]/3. April 1958 – 31. Dezember 1960: J. Turner Butler
  - 1. September 1931 – 21. Februar 1941: William R. Kenan Jr.[5]/ 21. Februar 1941–23. März 1942: Edward W. Lane/10. April 1942 – 22. Februar 1958 John W. Martin[6]/
3. April 1958 – 31. Dezember 1960: William A. Hallowes
- 1. Januar 1961 – 15. April 1964: William B. Thompson
- 15. April 1964 – 30. Mai 1984: Winfred L. Thornton
- 30. Mai 1984 – Juni 1992: Raymond W. Wyckoff[7][8]
- Juni 1992 – 1999: Carl F. Zellers jr
- 2000–2007: John D. McPherson
- 2007–2009: David J. Rohal[9]
- Juli 2010 – 31. Dezember 2017: James R. Hertwig (zusätzlich Chief Executive Officer)
- 1. Januar 2018 – 31. Dezember 2020: Nathan Asplund (zusätzlich Chief Executive Officer)

### Chairman of the Board
- 1895 – 20. Mai 1913: Henry M. Flagler
- 22. März 1924 – 13. Dezember 1925 William H. Beardsley
- 1926–1931: William R. Kenan Jr.

- 1. Januar 1961–1981: Edward Ball

- 1999 – 28. März 2005: Robert W. Anestis
- 28. März 2005 – 29. Oktober 2007: Adolfo Henriques
- 29. Oktober 2007 – 2010: John E. Giles[10]
- 2010–2017: Wesley R. Edens